# Église Saint-Nicolas de Bašaid
Pour les articles homonymes, voir Église Saint-Nicolas.
L'église Saint-Nicolas de Bašaid (en serbe cyrillique : Црква Светог Оца Николаја у Башаиду ; en serbe latin : Crkva Svetog Oca Nikolaja u Bašaidu) est une église orthodoxe serbe située à Bašaid, dans la province autonome de Voïvodine, dans la municipalité de Kikinda et dans le district du Banat septentrional en Serbie. Elle est inscrite sur la liste des monuments culturels protégés de la république de Serbie (identifiant no SK 1613).

## Présentation

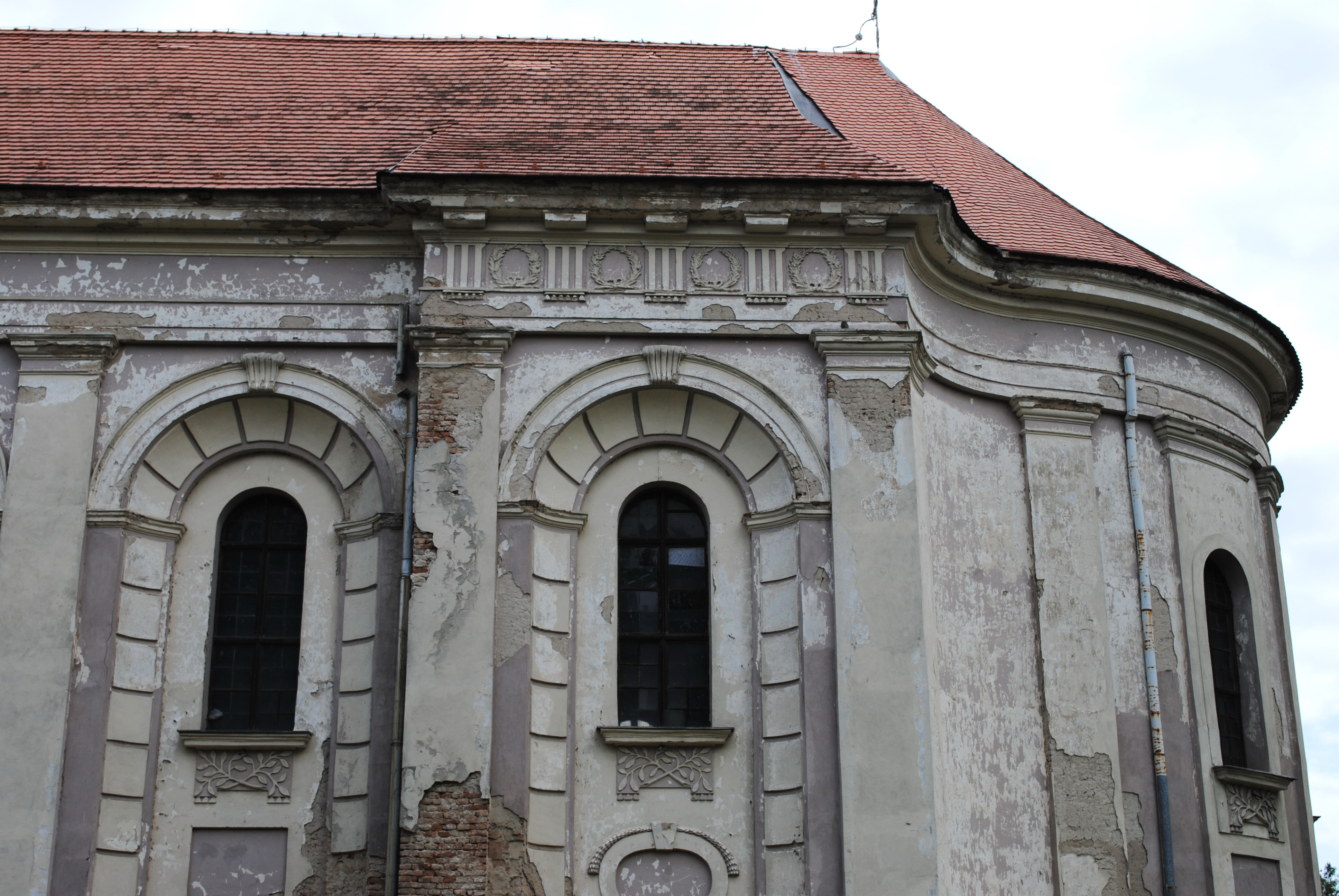
Détail de l'église

L'église Saint-Nicolas, située au centre du village, a été construite à la place d'un premier bâtiment édifiée en 1788 dont on ne connaît presque rien. L'église actuelle a été érigée en 1833.
Elle se caractérise par un style néo-baroque qui rappelle celui de beaucoup d'autres édifices religieux de Voïvodine auquel se mêle des influcences classicisantes. Elle mesure 40 m de long sur 12 m de large et possède un clocher de 49 m de haut qui domine la façade occidentale. Le clocher est surmonté d'un bulbe.
Dans l'église, l'iconostase a été peinte par Pavle Simić, un artiste originaire de Novi Sad ; les icônes et les fresques ont été réalisées entre 1860 et 1866 ; l'iconostase a été sculptée par Mihajlo Kojić de Velika Kikinda.
L'église abrite également une plaque commémorative honorant la mémoire de Sava Trlajić qui a servi la paroisse de Bašaid de 1911 à 1927, a été élu évêque auxiliaire de Syrmie en 1934 et évêque de l'éparchie de Gornji Karlovac en 1938. Mort en martyr en 1941, il est aujourd'hui vénéré comme un saint par l'Église orthodoxe serbe.

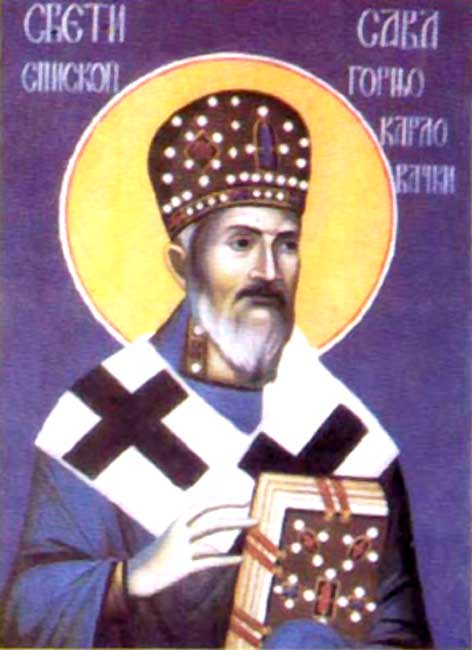
Sava Trlajić (Saint Sava Gornjokarlovački)